# Мерей (Румунія)
Мерей (рум. Merei) — село у повіті Бузеу в Румунії. Адміністративний центр комуни Мерей.
Село розташоване на відстані 89 км на північний схід від Бухареста, 11 км на захід від Бузеу, 110 км на захід від Галаца, 101 км на південний схід від Брашова.

## Населення
За даними перепису населення 2002 року у селі проживали 737 осіб.
Національний склад населення села:
| Національність | Кількість осіб | Відсоток |
| -------------- | -------------- | -------- |
| румуни         | 730            | 99,1%    |
| цигани         | 7              | 0,9%     |

Рідною мовою назвали:
| Мова      | Кількість осіб | Відсоток |
| --------- | -------------- | -------- |
| румунська | 730            | 99,1%    |
| циганська | 7              | 0,9%     |